# Bahía de Banderas (bahía)
Bahía de Banderas es una bahía natural de México localizada en la costa del océano Pacífico, entre los estados de Jalisco y Nayarit, y da su nombre a uno de los municipios de Nayarit, Bahía de Banderas.
La bahía está delimitada, al norte, por punta Mita, y al sur por el cabo Corrientes y es una de las bahías más profundas del mundo (más de 900 m). A pesar de lo que dicen muchas personas, no es la bahía más grande de México. Forma parte del área conocida como Riviera Nayarit, además de otros como Jarretaderas, Flamingos, Bucerías, La Cruz de Huacanaxtle o Punta Mita. En el año 2011 en sus aguas se celebraron las competiciones de vela de los Juegos Panamericanos de 2011, celebrados en la ciudad de Guadalajara.
La bahía de Banderas es también un terreno importante de reproducción y parto de la ballena jorobada (Megaptera novaeangliae).
La bahía de Banderas es considerada por la mayoría de los geólogos como el punto de unión original del cabo sur de la península de Baja California antes de que se separase de la placa Norteamericana hace millones de años, dando lugar a la formación del golfo de California.